# Łukasz Żak
Łukasz Żak (* 31. Mai 1997) ist ein polnischer Leichtathlet, der sich auf den Sprint spezialisiert hat.

## Sportliche Laufbahn
Erste Erfahrungen bei internationalen Meisterschaften sammelte Łukasz Żak im Jahr 2019, als er bei den U23-Europameisterschaften in Gävle mit 10,92 s im Halbfinale im 100-Meter-Lauf ausschied. 2023 schied er bei den World University Games in Chengdu mit 20,80 s im Semifinale im 200-Meter-Lauf aus und belegte mit der polnischen 4-mal-100-Meter-Staffel in 38,96 s den sechsten Platz. Im Jahr darauf kam er bei den Europameisterschaften in Rom mit der Staffel im Finale nicht ins Ziel.
2024 wurde Żak polnischer Meister in der 4-mal-100-Meter-Staffel.

## Persönliche Bestzeiten
- 100 Meter: 10,39 s (−0,1 m/s), 4. Juni 2023 in Chorzów
  - 60 Meter (Halle): 6,75 s, 4. Februar 2023 in Toruń
- 200 Meter: 20,66 s (+1,1 m/s), 24. Mai 2024 in Gorzów Wielkopolski
  - 200 Meter (Halle): 20,68 s, 6. März 2022 in Toruń